# 6475 Refugium
A 6475 Refugium (ideiglenes jelöléssel 1987 SZ6) a Naprendszer kisbolygóövében található aszteroida. Paul Wild fedezte fel 1987. szeptember 29-én.